# Добровский, Йосеф
Йо́сеф (Йозеф, Иосиф) До́бровский (чеш. Josef Dobrovský, 17 августа 1753 — 6 января 1829) — чешский филолог, лингвист, литературовед, фольклорист, историк и просветитель, одна из важнейших фигур Чешского национального возрождения. Обычно считается основателем славянского языкознания как науки, ещё при жизни его называли «отцом», «патриархом» славистики. Внёс основополагающий вклад в изучение старославянского и кодификацию чешского литературного языка.

## Биография
Родился близ Рааба (Дьёра) в Венгрии, где служил его отец, вахмистр драгунского полка австрийской армии Якуб Доубравский; родным языком Йосефа (получившего фамилию Добровский из-за ошибки в документах) был немецкий. Семья часто в связи с новыми назначениями отца переезжала из города в город. Учился в немецкой школе в Бишофтейнице (Горшовском Тыне), где познакомился с чешским языком. Научился свободно на нём говорить с 10-летнего возраста (1763) в августинской гимназии в городе Дойчброд (Немецкий Брод, ныне Гавличкув Брод), затем учился у иезуитов в Клаттау (Клатови) в 1767—1769 годах и на философском факультете Пражского университета с 1769 года. В университете привлёк внимание преподавателей успехами в богословских дисциплинах и умением участвовать в дискуссиях. В 1772 в Брюнне вступил в новициат ордена иезуитов, готовясь отправиться миссионером в Индию, но уже в 1773 году буллой Климента XIV орден был распущен, и Добровский вернулся в Прагу, где продолжил обучение уже на богословском факультете.
Окончив университет, долгое время (1776—1786) был учителем математики и философии у детей пражского мецената и сторонника идей Просвещения, президента чешского губернаториума графа Бедржиха Яна Ностица. В этот период (с 1779) под влиянием другого частого гостя Ностица, Франца Пельцля, также учившего его детей, Добровский (начинавший научную деятельность как библеист) занялся исследованием чешских древностей и литературы. Затем был назначен вице-ректором семинарии в Градище (ныне часть Оломоуца), Моравия; в 1786 году принял священный сан, а в 1789 году стал ректором. Добровский участвовал в спорах о положении духовенства, о целибате и был сторонником церковно-правовых реформ Иосифа II. Кроме того, он с рационалистической точки зрения критиковал культ св. Яна Непомуцкого — с его точки зрения, личность этого святого полностью легендарна, а представления о нём созданы во время Контрреформации.
Но вновь его духовная карьера быстро прервалась из-за внешних причин: в 1790 году во всей монархии Габсбургов указом Леопольда II семинарии были закрыты, и отец Йосеф Добровский вернулся в пражский дом Ностица, занимаясь частным преподаванием и научно-общественной работой. В 1792 году пражское Королевское общество науки отправило его для сбора и изучения славянских рукописей, похищенных из Праги шведами во время Тридцатилетней войны, в Стокгольм, Або, Петербург и Москву; учёный посетил на обратном пути также Варшаву и Краков.

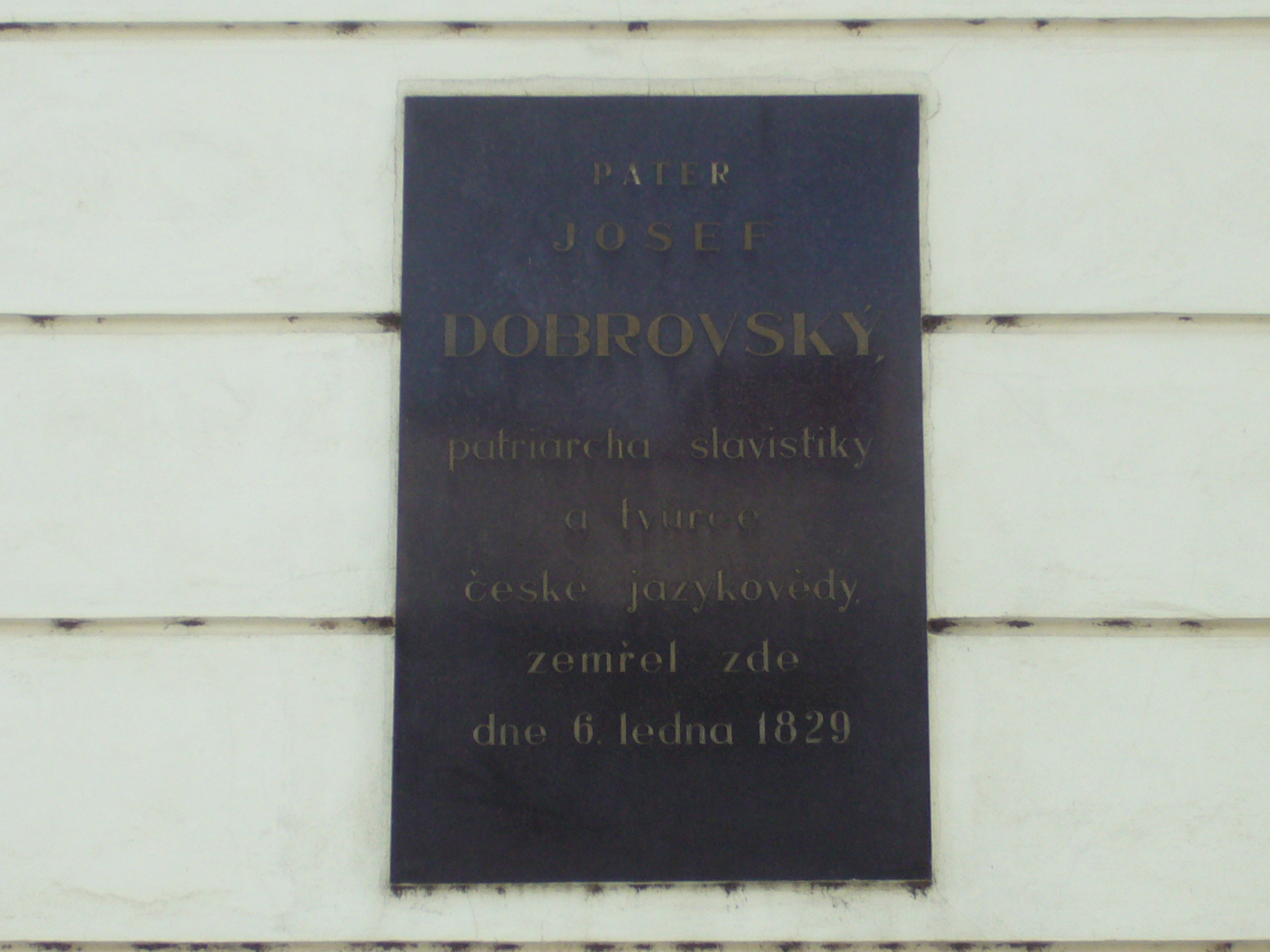
Мемориальная доска на доме, где скончался Добровский, в Брно

За короткий период пребывания в России Добровский смог ознакомиться примерно с 1000 древних рукописей. Работал в библиотеках Петербургской академии наук, Александро-Невского монастыря, в собрании Святейшего Синода (куда по указу Екатерины II в 1791 году были собраны древние рукописи из монастырей по всей России) и в частных коллекциях, в том числе в московском собрании графа А. И. Мусина-Пушкина. В 1793 году совершил также научное путешествие по Венгрии, Австрии и Италии; постоянно бывал в рабочих поездках по Чехии и Моравии. Опубликовал отчёт о шведско-русской командировке: «Litterarische Nachrichten von einer Reise nach Schweden und Russland» (1796).
В том же 1795 году психическое здоровье Добровского пошатнулось, во время помрачения рассудка он сжёг несколько рукописей, в том числе свой словарь лужицких языков. Граф Ностиц поселил своего друга в небольшом особняке у Лихтенштейнского дворца — так называемом доме Добровского (в 1947 перед зданием поставлен памятник учёному). К 1803 году Добровский полностью выздоровел. В дальнейшем он жил в Праге или в замках Ностица и другого приятеля, аристократа Чернина, продолжая активную научную деятельность. В 1828 году поехал в Брно для изучения трудов, хранившихся в местной библиотеке. Там же заболел и умер.
Кроме историко-филологических изысканий, занимался также ботаникой (Entwurf eines Pflanzensystems nach Zahlen und Verhältnissen, 1802).

## Вклад в науку

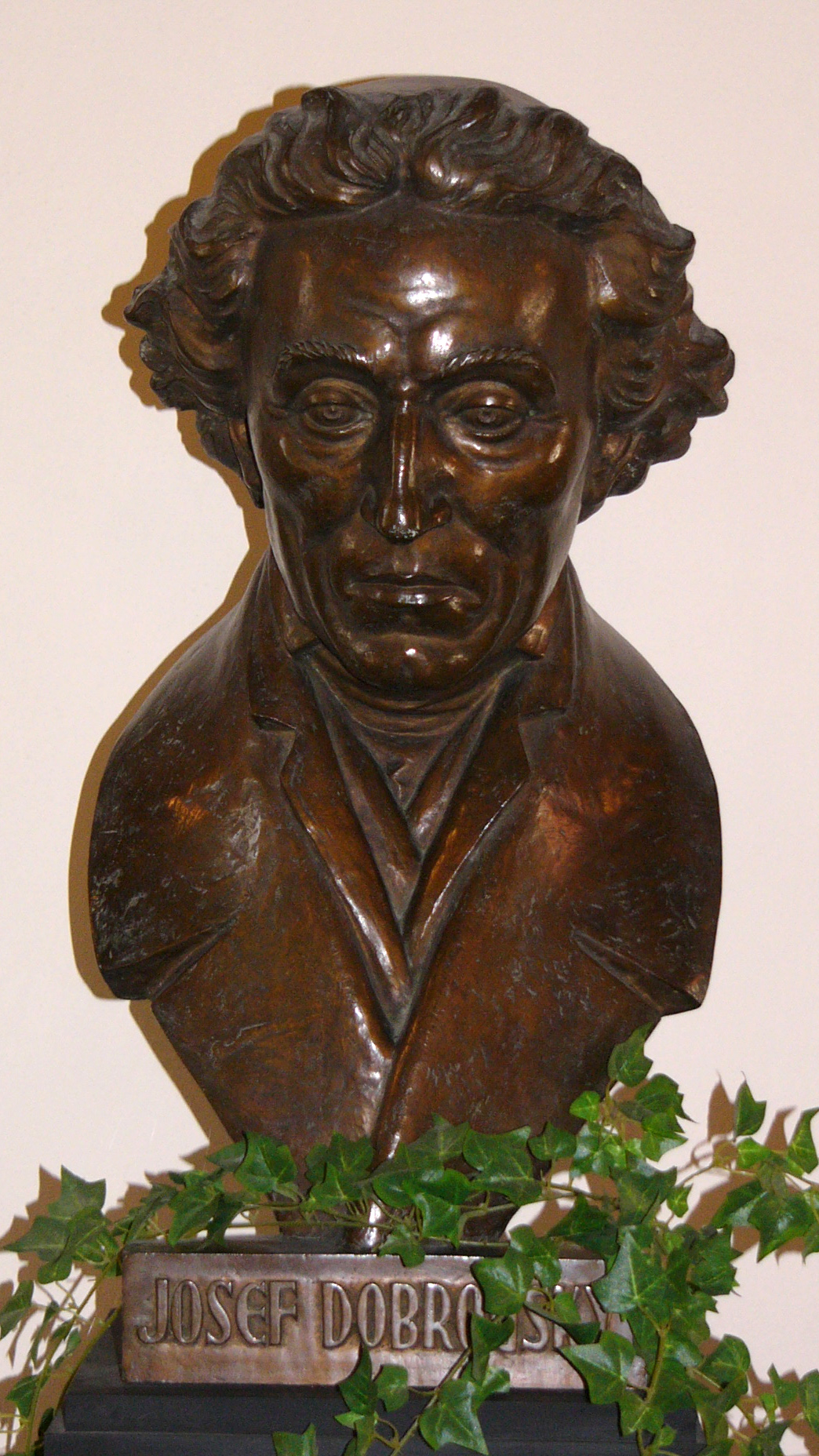
Бюст Добровского в монастыре Градище (Оломоуц)

В область научных интересов Добровского как историка входили кирилло-мефодиевистика, вопрос прародины славян, средневековая чешская историография. Он обнаружил и опубликовал значительное количество древних исторических и филологических источников, разработал методику их описания и исследования. Как историк Добровский одним из первых в славянских странах последовательно применял критический метод по отношению к содержащейся в источнике информации, разделял легендарные и собственно исторические сведения; имел репутацию «резкого и беспощадного» критика. Классическим образцом этого метода послужили его «Критические опыты очищения чешской истории от позднейших вымыслов» (цикл статей, 1803—1819). В национальной истории важнейшим периодом считал гуситский, хотя к деятельности таборитов относился отрицательно.
Занимался изучением Библии и гебраистикой (опубликовал несколько еврейских рукописей Торы и греческих — Евангелия, исследовал их датировки; с библеистических штудий началась его научная деятельность).
Написал исторические очерки чешского языка и литературы; историю литературы довёл до 1526 года. В 1780-х годах издавал сборники «Богемская <и моравская> литература». Добровский внёс большой вклад в выявление по рукописям древнейшей формы письменного языка славян — старославянского языка; выпускал общеславистические сборники «Славин» (1806—1808) и «Слованка» (1814—1815), в 1813 году издал один из первых опытов этимологического словаря славянских языков, а в 1822 году опубликовал на латинском языке Institutiones — старославянскую грамматику. Занимался исследованием глаголицы и глаголических рукописей. Предложил первую классификацию современных славянских языков. Подготовил большое количество учеников, работавших в Чехии и Германии, с поздним кругом Добровского (конец 1810-х) был связан выдающийся славист словацкого происхождения Павел Шафарик.
Добровский считался также самым авторитетным знатоком славянского фольклора и этнографии среди своих современников. Не сумев распознать фальсификацию Йозефа Линды «Песнь под Вышеградом» и первую из подделок своего ученика Вацлава Ганки — Краледворскую рукопись, он сразу же отнёсся скептически ко второму изделию Ганки — Зеленогорской рукописи и после её публикации выступил с рядом резко критических статей. Твёрдая позиция учёного, расценившего манускрипт как «очевидный подлог», отрицательно повлияла на репутацию Добровского среди чешских патриотов (Юнгман даже назвал его, в знаменитом письме к Антонину Мареку от февраля 1823 г., «славянствующий немец»), однако исследования второй половины XIX века подтвердили его правоту.
Был пионером в деле научной разработки вопроса объёма переведённого текста Библии Кириллом и Мефодием. Также он первым из славистов поставил вопрос о греческих источниках славянской Библии.

## Просветительская и общественная деятельность
Добровский участвовал в основании в 1784 Королевского (чешского) общества наук (возникшего на базе кружка просветителей, собиравшихся в особняке графа Ностица на Малой Стране), а в 1818 Национального музея в Праге. Вёл педагогическую деятельность, читал бесплатные курсы славистики кружку молодёжи, с 1792 несколько лет преподавал лужицкие языки. Его деятельность способствовала росту чешского национального самосознания, и он пользовался огромным авторитетом среди деятелей национального возрождения («будителей»), в большинстве своём его непосредственных учеников, однако лично в политической составляющей этого процесса он участия почти не принимал (исключением можно считать речь в честь коронации Леопольда II в 1791, где Добровский подчеркнул роль славянских народов как неотъемлемой составляющей австрийской державы, косвенно выступив против политики интегризма и германизации, преобладавшей при Иосифе II).
Трудно переоценить вклад Добровского в судьбу современных ему чешского языка и литературы. Он опубликовал грамматику и несколько учебников чешского, а также составил большой чешско-немецкий словарь. В 1795 он предложил ввести в чешский язык вместо традиционной силлабики силлабо-тоническое стихосложение, то есть провести реформу, аналогичную реформе М. В. Ломоносова. Сподвижники Добровского (Пухмайер, Юнгман), а затем поэты первой половины XIX века пытались (некоторые не без успеха) воплотить эту идею в жизнь, но в целом силлабо-тоника в чешской литературе не прижилась.
Добровский выдвинул концепцию, согласно которой литературный чешский язык должен ориентироваться на язык XVI века — «золотой эпохи» Чехии; изменения времён австрийского владычества он считал «порчей языка» (сама общепринятая периодизация истории чешского языка принадлежит опять же ему). Этот взгляд возобладал у чешских просветителей и впоследствии привёл к появлению двух параллельных регистров языка — литературного, более архаизированного, и «общего чешского», близкого к разговорной речи и в некоторых отношениях сильнее отражающего немецкое влияние. В отличие от своих учеников, Ганки и Юнгмана, Добровский не занимался активной пропагандой чешского языка, предпочитая сам писать по-немецки и на латыни (лишь в последние годы он написал несколько статей по-чешски). Распространённое мнение, что он знал чешский язык плохо, ошибочно; он лишь скептически относился к его будущему как языку всей науки и культуры (ему приписывают фразу «Оставьте мёртвых в покое»), а писать по-немецки было полезнее для международного престижа нарождавшейся славистики.
Добровский активно поддерживал международные контакты, в том числе с Россией. В 1800-е-1810-е переписывался с А. Х. Востоковым, А. С. Шишковым и Н. М. Карамзиным (последний включил классификацию славянских «наречий» по Добровскому в «Историю государства Российского»), был избран членом Российской Академии и Вольного общества любителей русской словесности в 1820 году.

## Добровский и «Слово о полку Игореве»

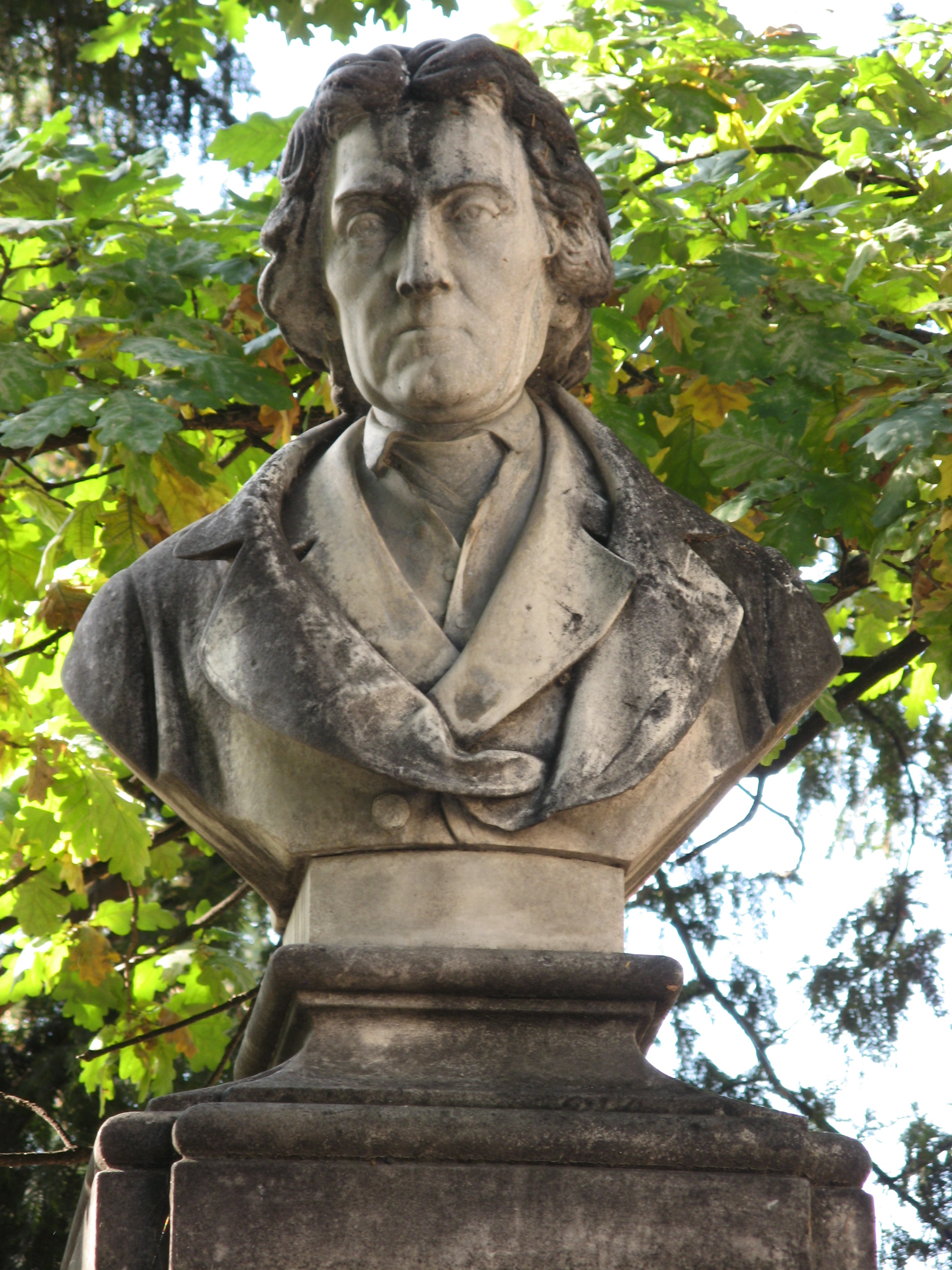
Бюст Добровского на острове Кампа в Праге

Добровский был одним из первых исследователей «Слова о полку Игореве» в зарубежной Европе. Он чрезвычайно высоко ценил это сочинение («Поэма об Игоре, рядом с которой ничего нельзя поставить!») и считал, что русские публикаторы «совершенно не поняли» «Слово», предлагал филологические исправления к ряду первых русских изданий. Ряд исследователей предполагает, что Добровский видел погибшую в 1812 рукопись «Слова», так как в 1792 работал в Москве с собранием А. И. Мусина-Пушкина. Он руководил работой над первыми переводами «Слова» в зарубежной Европе: по поручению Добровского три его ученика — Й. Юнгман, Й. Мюллер и С. Рожнай — выполнили переводы «Слова» на чешский, немецкий и словацкий языки соответственно. В ходе работы Добровский сообщал им сведения о погибшей рукописи, об ошибках писцов, о её датировке. Немецкий перевод Мюллера был сразу опубликован, в то время как судьба славянских переводов Юнгмана и Рожная сложилась неудачно — первый был напечатан только в 1932 году, а второй вообще утрачен.
В 2003 году американский историк Эдвард Льюис Кинан выдвинул гипотезу, согласно которой Добровский сочинил «Слово» около 1793 (допускается как сознательная мистификация, так и стилизация без цели обмана), ознакомившись во время пребывания в России с Задонщиной, Ипатьевской летописью и Псковским апостолом 1307 года (основными древнерусскими памятниками, демонстрирующими сюжетную и текстуальную связь со «Словом»). Затем текст был якобы переслан Добровским в Россию (никаких фактических доказательств этой передачи не приводится) и далее при соучастии и частичном соавторстве Елагина, Мусина-Пушкина, Малиновского, Карамзина и других получил распространение. Мусин-Пушкинский сборник XVI века, по общепринятой версии, содержавший списки «Слова» и ряда других текстов и погибший в 1812 году, по версии Кинана, никогда не существовал. Во время последовавшей психической болезни Добровский мог, согласно Кинану, забыть своё авторство (якобы поэтому он делал из «Слова» выписки в своих записных книжках, ссылался на него как на подлинный текст и т. п., а также добивался разоблачения подлога Ганки). Данная гипотеза сама по себе выглядит во многом предпочтительнее выдвигавшихся скептиками ранее: Добровский, в отличие от иеромонаха Иоиля и А. И. Мусина-Пушкина, кандидатуры которых предлагались Андре Мазоном и Александром Зиминым в качестве возможных авторов «Слова», был филологом-славистом, причём первоклассной по тому времени квалификации, был профессионально знаком с древними рукописями и фольклором. Тем не менее эта версия отвергается научным сообществом как в России, так и на Западе.
Один из главных доводов, приводимых критиками Кинана (А. А. Зализняком, О. Б. Страховой, В. М. Живовым) заключается в том, что «Слово» соответствует языковым нормам XII века в гораздо большей степени, чем лингвистические работы Добровского, ещё содержавшие, по понятным причинам, некоторое количество неточностей. С другой стороны, поздние орфографические и диалектные особенности, присутствующие в «Слове» и в ряде других славянских рукописей, вообще никак не упоминаются в работах Добровского, ориентирующихся прежде всего на старшие памятники; множество грамматических явлений трактуются в «Слове» иначе, чем в основополагающих «Institutiones» чешского лингвиста (изданных через двадцать с лишним лет после появления рукописи «Слова»). Таким образом, если считать поэму об Игоре произведением Добровского, то придётся предполагать, что он в период, когда историческая лингвистика только делала первые шаги, самостоятельно открыл несколько десятков сложнейших языковых явлений, до которых наука дошла лишь на протяжении двух последующих веков, и при этом никак не отразил это в своих последующих печатных работах и даже сохранившихся рукописях (а напротив часто и указал там вещи заведомо неверные). Существуют также серьёзные доказательства первичности «Слова» по отношению к «Задонщине». Ссылки на якобы обнаруженные в «Слове» богемизмы, гебраизмы и другие слова позднего происхождения, приводимые Кинаном, как показывают его современные российские критики, несостоятельны. Кроме того, версия Кинана преувеличивает степень знакомства Добровского с древнерусскими источниками предполагаемой подделки «Слова», а также объявляет потерянным Мусин-Пушкинский сборник с текстом «Слова».

## Важнейшие работы
- Fragmentum Pragense evangelii S. Marci, vulgo autographi (1778)
- Scriptores rerum Bohemicarum (2 tt., 1783)
- Über die Begräbnissart der alten Slaven überhaupt und der Böhmen insbensondere (1786)
- Geschichte der bömischen Sprache und (altern) Literatur (1792, 2. Aufg., 1818)
- Die Bildsamkeit der slaw. Sprache (1799)
- Deutsch-böhmisches Wörterbuch (B. 1., 1802, B. 2., 1821)
- Glagolitica (1807)
- Ausführliches Lehrgebäude der böhmischen Sprache (1809)
- Institutiones linguae slavicae dialecti veteris (1822); рус. пер. — Грамматика языка славянского по древнему наречию, ч. 1-3, СПБ, 1833-34.
- Entwurf zu einem allgemeinen Etymologikon der slawischen Sprachen (1813)
- Slowanka zur Kenntniss der slaw. Literatur (1814)
- критическое издание труда Иордана, De rebus Geticis, для серии Monumenta Germaniae Historica, издаваемой Г. Г. Перцем

### Сборники под его редакцией
- Böhemische Litteratur auf das Jahr 1779 — 4 выпуска
- Böhmen und Mähren Litteratur auf das Jahr 1780 — 3 выпуска
- Magazin von Böhmen und Mähren, 1786/87

### Посмертные публикации и собрания сочинений
- «Письма Добровского и Копитара в повременном порядке» (изданы И. В. Ягичем на русском языке, 1885)
- Spisy a projevy, sv. 5-23, Praha, 1936—1963 (издание не закончено)
- Výbor z díla, Praha, 1953